# Roterbärit
Roterbärit ist ein sehr seltenes Mineral aus der Mineralklasse der Sulfide und Sulfosalze. Es kristallisiert im orthorhombischen Kristallsystem mit der Zusammensetzung PdCuBiSe3, ist also ein Palladium-Kupfer-Bismut-Selenid.
Er findet sich in idiomorphen bis subidiomorphen Einschlüssen bis zu 50 µm Durchmesser in Clausthalit in einer Matrix aus Dolomit und Ankerit und wird außerdem von gediegen Gold, Mertieit, Bohdanowiczit, Hämatit, Chalkopyrit und Baryt begleitet.
Die Typlokalität des Roterbärits ist die „Grube Roter Bär“ (Koordinaten der „Grube Roter Bär“), Sankt Andreasberg bei Braunlage, Landkreis Goslar, Harz, Niedersachsen, Deutschland.

## Etymologie und Geschichte

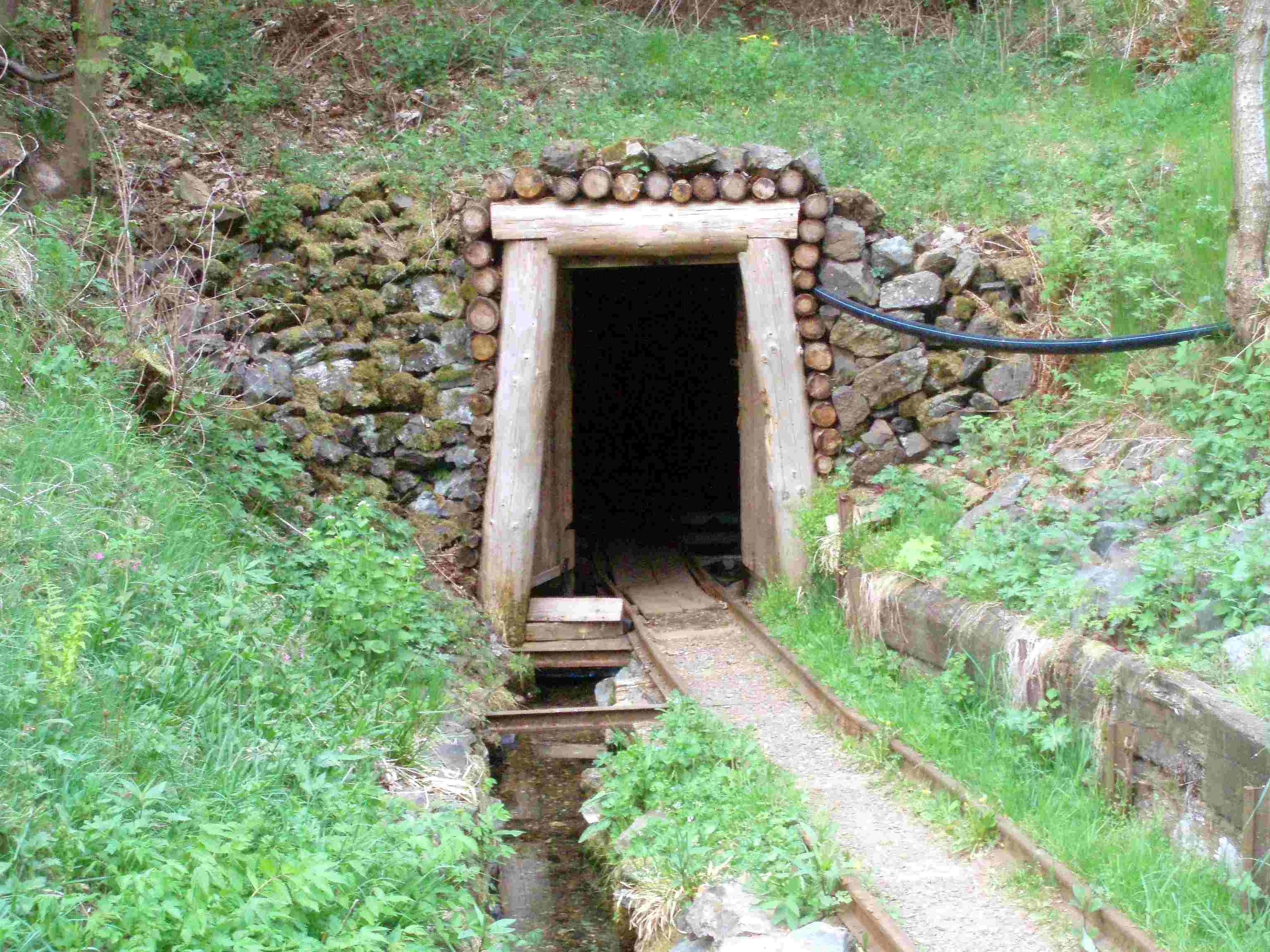
Mundloch der Grube Roter Bär in Sankt Andreasberg

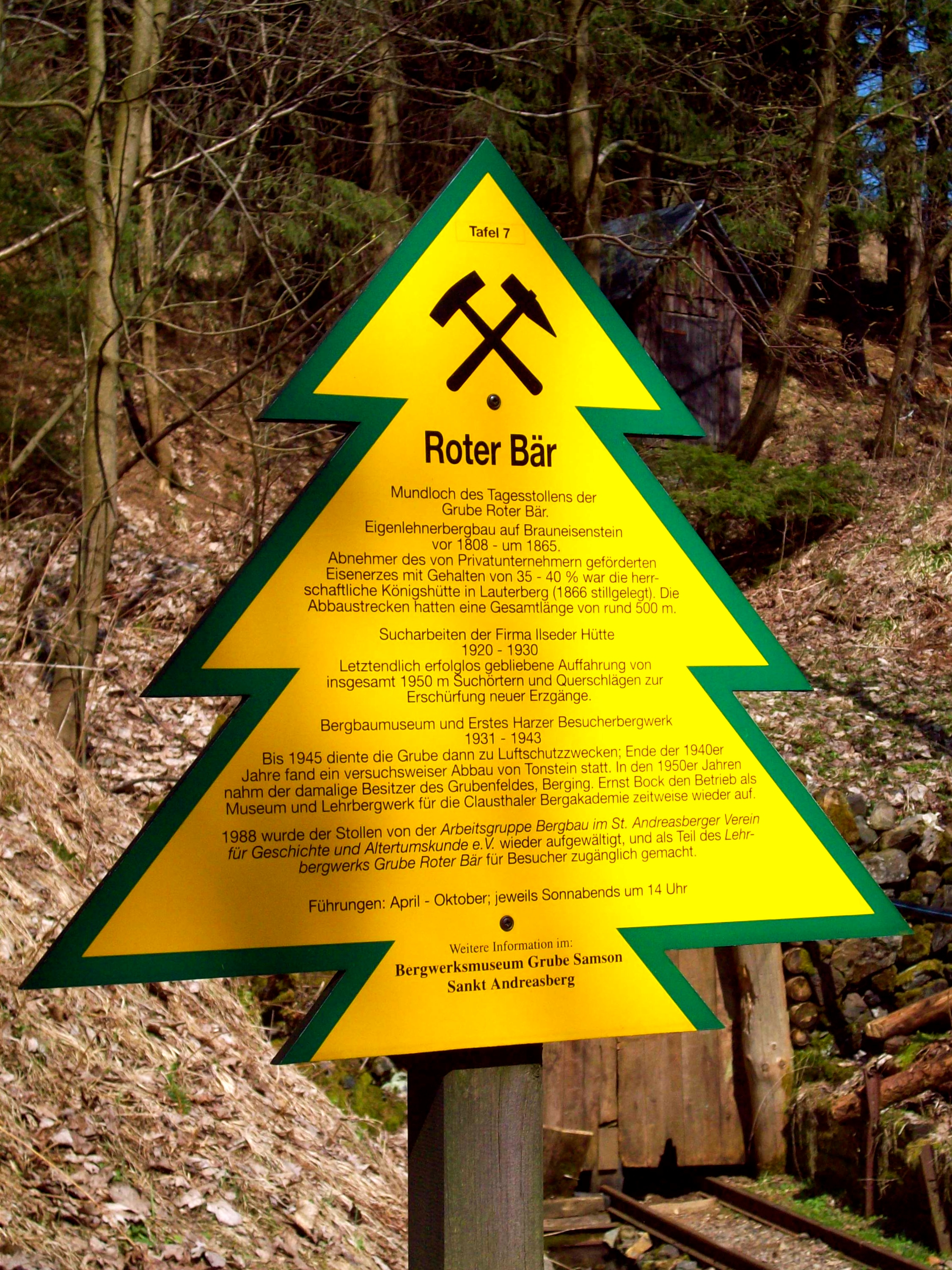
Informationstafel zur Geschichte der Grube Roter Bär. Diese nach Herbert Dennert benannten stilisierte Tannen („Dennert-Tannen“) illustrieren an zahlreichen Orten die Oberharzer Bergbaugeschichte.

Im Jahre 1920 begann die Firma Ilseder Hütte in Groß Bülten mit der Aufnahme von bergmännischen Untersuchungsarbeiten in der alten Eisenerzgrube „Roter Bär“ ganz im Osten des Sankt Andreasberger Reviers. Diese umfassten die Auffahrungen ausgedehnter Suchörter im Niveau des Tagesstollens und seit 1924 auch auf der 170 m tiefer liegenden Sohle des „Sieberstollens“, der zur Wasserlösung des gesamten Reviers diente und von der „Grube Wennsglückt“ aus rund 700 m nach Norden verlängert wurde. Seitens der Bergbaufirma war hierfür der aus St. Andreasberg stammende Werksgeologe und Bergingenieur Ernst Bock sen. (1883–1967) zuständig. Allerdings erwiesen sich weder die anfangs erkundeten Eisenerze noch die später explorierten Bunt- und Edelmetalle als bauwürdig.
Im Jahre 1924 wurden beim Vortrieb des Bärener Querschlags auf Sieberstollen in 678 m, 681 m und 700 m Entfernung von Wennsglückter Gang drei jeweils nur wenige Zentimeter mächtige Karbonatgängchen („Selenidtrümer“) angetroffen, die Clausthalit und andere Selenidminerale führten. Ernst Bock und Hermann Rose, Professor für Mineralogie an der Universität Hamburg, konnten hier Material bergen, unter dem sich die spätere Holotyp-Stufe des Roterbärits befand. Rose und Wilhelm Geilmann, Professor für Chemie an der damaligen Königlichen Technischen Hochschule Hannover, präsentierten vier Jahre später die ersten mineralogischen Ergebnisse über dieses neue Selenidvorkommen im Harz und identifizierten die Selenide Clausthalit, Tiemannit, Guanajuatit, Naumannit, Umangit, Berzelianit und ein Zinkselenid. Zu Beginn der 1990er Jahre stellte sich heraus, dass ein großer Teil von Hermann Roses Proben aus St. Andreasberg, die im Mineralogischen Museum der Universität Hamburg aufbewahrt wurden, den Zweiten Weltkrieg und den Hamburger Feuersturm unbeschadet überstanden hatte. Bei der Neubearbeitung ausgewählter alter Proben wurden in diesem Material Bohdanowiczit, Klockmannit, Eukairit, Ferroselit, Trogtalit und ein bislang unbenanntes Bi–Pb–Ag–Hg-Selenid identifiziert.
Fast 90 Jahre nach dem Fund der Selenerze in der Grube Roter Bär entdeckte der Mineraloge Alexandre Raphael Cabral bei der erzmikroskopischen Bearbeitung des 1924 gefundenen historischen Materials mit der Elektronenstrahlmikrosonde eine Phase mit einem Chemismus, der keinem der bis dahin bekannten Minerale entsprach und die als „unnamed PdCuBiSe3“ beschrieben wurde. Die Strukturdaten dieser unbekannten Phase wurden an Material bestimmt, welches erst aufwändig synthetisiert werden musste. Nach der folgenden Ermittlung der physikalischen, kristallographischen und röntgendiffraktometrischen Eigenschaften erwies sich diese Phase als neuer Vertreter der selenhaltigen Sulfosalze. Sie wurde der International Mineralogical Association (IMA) vorgelegt, die das Mineral im Jahre 2019 unter der vorläufigen Bezeichnung „IMA 2019-043“ anerkannte. Seine wissenschaftliche Erstbeschreibung erfolgte im Jahre 2020 durch ein internationales Forscherteam mit Anna Vymazalová, Alexandre Raphael Cabral, František Laufek, Wilfried Ließmann, Chris J. Stanley und Bernd Lehmann in der wissenschaftlichen Zeitschrift „Mineralogy and Petrology“.
Die Autoren benannten das neue Mineral nach seiner Typlokalität als Roterbärit (englisch Roterbärite). Die Grube Roter Bär wird seit 1988 von der Arbeitsgruppe Bergbau im St. Andreasberger Verein für Geschichte und Altertumskunde e.V. als Lehrbergwerk zum Zweck der Montanforschung betrieben.

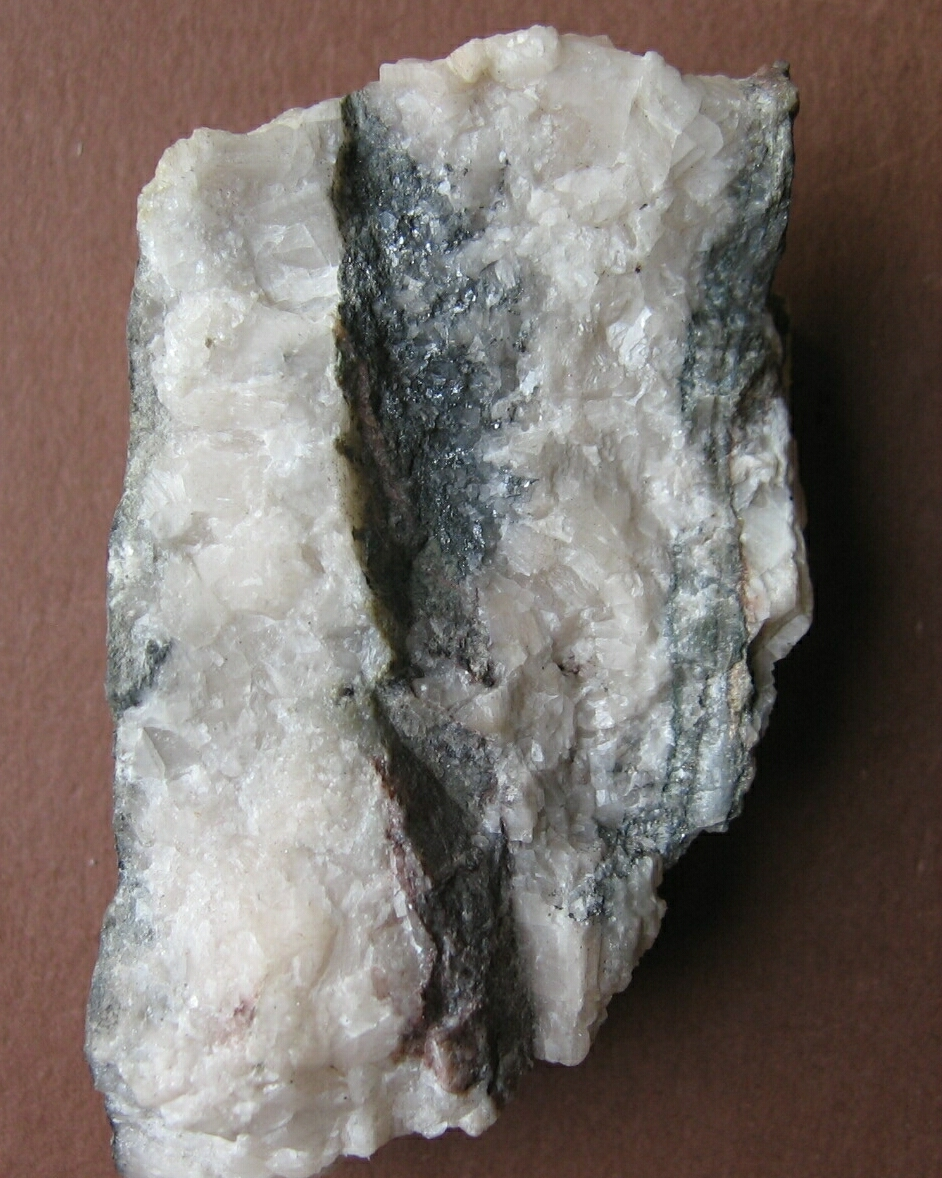
Metallisch graue Seleniderze in 3 cm mächtigen Ankerit-Gang aus der „Grube Roter Bär“, gefunden 1924 in 678 m Entfernung vom „Wennsglückter Gang“

Das Typmaterial für Roterbärit (Holotyp) wird zusammen mit seinem synthetisierten Analogon in den mineralogischen Sammlungen der Geosammlung der Technischen Universität Clausthal in Clausthal-Zellerfeld, Deutschland, aufbewahrt.

## Klassifikation
Da der Roterbärit erst 2019 als eigenständiges Mineral anerkannt wurde, ist er weder in der zuletzt 2009 aktualisierten 9. Auflage der Strunz’schen Mineralsystematik, noch im zuletzt 2018 aktualisierten Lapis-Mineralienverzeichnis bzw. der zugehörigen Lapis-Systematik nach Stefan Weiß verzeichnet. Auch die vorwiegend im englischen Sprachraum gebräuchliche Systematik der Minerale nach Dana kennt den Roterbärit bisher nicht.
In der Erstbeschreibung des Minerals wird Roterbärit (PdCuBiSe3) allerdings aufgrund seiner chemischen und strukturellen Ähnlichkeit mit Lapieit (CuNiSbS3), Lisiguangit (CuPtBiS3), Malyshevit (PdCuBiS3) und Mückeit (CuNiBiS3) der „Lapieitgruppe“ mit der System-Nr. 2.GA.25 innerhalb der Unterabteilung „Insel-Sulfarsenide (Neso-Sulfarsenide) usw., ohne zusätzlichen Schwefel (S)“ der Strunzschen Mineralsystematik zugeordnet.

## Chemismus
Fünf Analysen an Roterbärit aus der Grube Roter Bär ergaben Mittelwerte von 18,1 % Pd; 35,2 % Bi; 10,5 % Cu; 33,5 % Se sowie 2,6 % S; Summe = 99,8 %. Auf der Basis von sechs Atomen pro Formeleinheit wurde die empirische Formel Pd1,01Cu0,98Bi1,00(Se2,53S0,48)Σ=3,01 ermittelt, die zu PdCuBiSe3 idealisiert werden kann, welche 17,28 Pd, 33,93 Bi, 10,32 Cu und 38,47 Se (total 100 Gew.-%) erfordert.
Die alleinige Elementkombination Pd–Cu–Bi–Se, wie sie der offiziellen Formel der IMA für den Roterbärit zu entnehmen ist, weist unter den derzeit bekannten Mineralen (Stand 2021) nur Roterbärit, PdCuBiSe3, auf.
Roterbärit ist das Pd-dominante Analogon zum Pb-dominierten Cerromojonit, PbCuBiSe3, sowie das Se-dominante Analogon zum S-dominierten Malyshevit, PdCuBiS3. Er ist isotyp (isostrukturell) mit drei Mineralen aus der Lapieit-Gruppe, nämlich Lapieit, CuNiSbS3, Mückeit, CuNiBiS3, und Lisiguangit, CuPtBiS3. Zu einer eventuellen Bildung von Mischkristallreihen existieren noch keine Erkenntnisse. Die Gehalte von bis zu 4,7 % S im Roterbärit könnten auf eine Mischkristallbildung mit Malyshevit deuten – allerdings kristallisiert Malyshevit zwar ebenfalls im orthorhombischen Kristallsysten, aber in der Raumgruppe Pnam (Raumgruppen-Nr. 62, Stellung 6) und weist eine abweichende Einheitszelle auf.

## Kristallstruktur
Roterbärit kristallisiert im orthorhombischen Kristallsystem im (Bi,Sb)CuNiS3-Strukturtyp in der Raumgruppe P212121 (Raumgruppen-Nr. 19) mit den Gitterparametern a = 5,00520 Å, b = 7,9921 Å und c = 13,5969 Å sowie vier Formeleinheiten pro Elementarzelle.
Die Kristallstruktur des synthetischen Analogons von Roterbärit bildet ein dreidimensionales Gerüst aus deformierten [CuSe4]-Tetraedern mit gemeinsamen Ecken und [PdSe4]-Quadraten. In diesem Gerüst teilen sich die deformierten [CuSe4]-Tetraeder einander gegenüberliegende Ecken und bilden auf diese Weise Zickzack-Ketten in Richtung der kristallographischen a-Achse [100]. Die [PdSe4]-Quadrate sind durch gegenüberliegende Vertices miteinander verbunden und bilden Ketten in Richtung der kristallographischen b-Achse [010]. Beide Ketten besitzen gemeinsame Se-Vertices der jeweiligen Koordinationspolyeder. Die Bismut-Atome sitzen in Kanälen in Richtung der kristallographischen a-Achse.

## Eigenschaften

### Morphologie
Roterbärit findet sich an seiner Typlokalität in maximal 50 µm großen Einschlüssen in Clausthalit, in isolierten Körnern mit Größen von generell < 10 µm in der karbonatischen Gangart, in welcher der Clausthalit sitzt, sowie in Form von Aggregaten zusammen mit entweder Clausthalit oder Baryt. Diese Aggregate sind, wenn sie aus Roterbärit und Clausthalit bestehen, generell kleiner als 50 µm, während Roterbärit-Baryt-Aggregate Größen von maximal 30 µm aufweisen.

### Physikalische und chemische Eigenschaften
Die Farbe der Kristalle des Roterbärits ist im Handstück aufgrund ihrer geringen Größe nicht bestimmbar. Das Mineral ist aber bei entsprechender Vergrößerung unter dem Binokular grauweiß, während seine Strichfarbe mit grau angegeben wird. Die Oberflächen des opaken Roterbärits zeigen einen metallartigen Glanz.
Unter dem Polarisationsmikroskop ist das Mineral im reflektierten Licht dunkel cremefarben bis leicht grünlich cremefarben und weist einen schwachen Pleochroismus in diesen Farbtönen auf. Bei gekreuzten Polaren ist eine schwache Anisotropie mit schwachen Rotationsfarben in Schattierungen von blass orangebraun bis grau zu erkennen. Das Mineral zeigt keine Innenreflexe.
Roterbärit ist spröde. Die berechnete Dichte für Roterbärit beträgt 7,23 g/cm³. Aufgrund der geringen Kristallgröße konnten für das Mineral keine weiteren physikalischen Eigenschaften bestimmt werden.

## Bildung und Fundorte

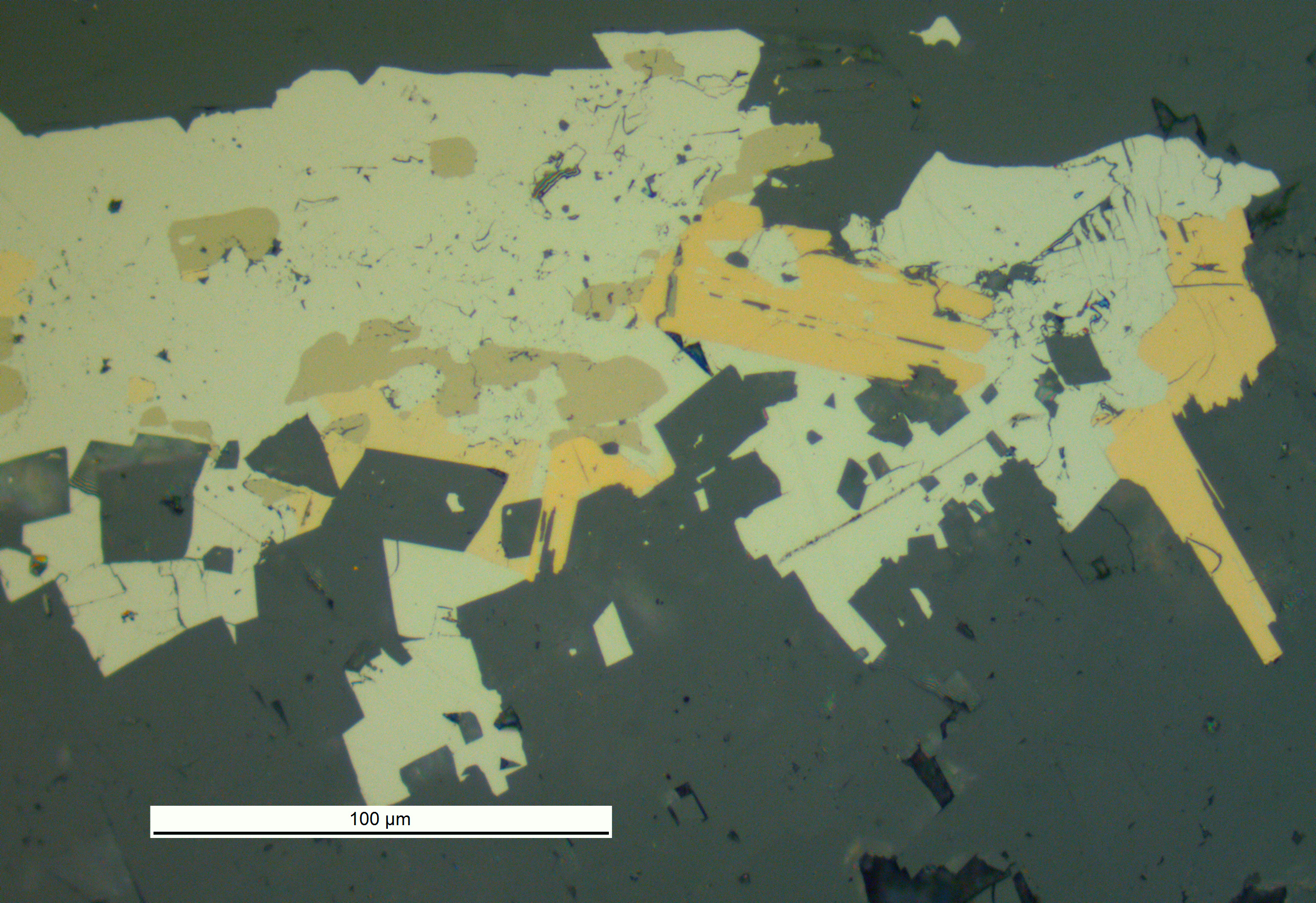
„Bunte“ Erzparagenese. Erzmikroskopische Aufnahme im reflektierten Licht: Roterbärit (dunkel cremefarben bis leicht grünlich cremefarben) in bläulichweißem Clausthalit, zusammen mit hell cremefarbenem Mertieit, rosa-cremefarbenem Bohdanowiczit und hellgelbem gediegen Gold in Karbonatmatrix. Siehe auch das Bild in der Infobox.

Das gemeinsame Auftreten von Roterbärit und Bohdanowiczit in der Grube Roter Bär legt eine Bildungstemperatur für den Roterbärit von < 120 °C nahe, da trigonales AgBiSe2, das synthetische Äquivalent von Bohdanowiczit, nur bis zu dieser Temperatur stabil ist und sich bei Temperaturen > 120 °C in eine andere AgBiSe2-Modifikation (ebenfalls trigonal, aber mit der Raumgruppe R3m (Nr. 166)) umwandelt. Die Hämatit-Selenid-Gold-Assoziation der Grube Roter Bär und ihr geologisches Umfeld kann mit einem Szenario in Einklang gebracht werden, welches oxidierte Salzlösungen mit aus permotriassischen Red-Bed-Lagerstätten gelösten Metallen einbezieht, deren Metallfracht unterhalb der postvariszischen Diskordanz ausgefällt wurde.
Typische Begleitminerale des Roterbärits sind Clausthalit (im reflektierten Licht bläulichweiß), Mertieit (hell cremefarben), Bohdanowiczit (rosa-cremefarben), gediegen Gold (hellgelb, mit bis zu 14 Gew.-% Ag) sowie Hämatit, Chalkopyrit, Baryt, Ankerit und Dolomit.
Als extrem seltene Mineralbildung konnte der Roterbärit bisher (Stand 2021) erst von einem Fundpunkt beschrieben werden. Seine Typlokalität sind nur wenige Zentimeter mächtige Selenidtrümer im Bereich des 170 m unter der Geländeoberkante liegenden „Sieberstollen Bärener Querschlags“ in der Grube Roter Bär, Sankt Andreasberg bei Braunlage, Landkreis Goslar, Harz, Niedersachsen, Deutschland.

## Verwendung
Roterbärit mit Endgliedzusammensetzung, PdCuBiSe3, besteht zu etwa 17 % aus Palladium, zu etwa 34 % aus Bismut, zu etwa 10 % aus Cu und zu etwa 39 % aus Selen. Aufgrund seiner Seltenheit ist das Mineral als Rohstoff für diese Elemente jedoch ohne jede praktische Bedeutung. Wie alle Selenidminerale ist er aber nicht nur eine mineralogische Kuriosität, sondern kann als „Fingerprint“ für die Bildungsbedingungen wirtschaftlich bedeutender Lagerstätten von Metallen, wie zum Beispiel von diskordanzgebundenen Lagerstätten, dienen.